# كونور سبارو
كونور سبارو (بالإنجليزية: Connor Sparrow)‏ هو لاعب كرة قدم أمريكي في مركز حراسة المرمى، ولد في 10 مايو 1994 في سانت لويس في الولايات المتحدة. لعب مع ريال سولت ليك.

## وصلات خارجية
- كونور سبارو على موقع الدوري الأمريكي (الإنجليزية)
- كونور سبارو على موقع قاعدة بيانات كرة القدم.إي يو (الإنجليزية)
- كونور سبارو على موقع Soccerway.com (الإنجليزية)